# درازدامن گوش‌بزرگ
درازدامن گوش بزرگ (نام علمی: Euptilotis neoxenus) نام یک گونه از تیره لانه‌کن است.